# انتوني فيليبون
انتوني فيليبون (بالفرنسية: Antoine Philippon)‏ (10 أكتوبر 1989 بمولينز، ألير في فرنسا - ) هو لاعب كرة قدم فرنسي في مركز حراسة المرمى. لعب مع سي أ باستيا ونادي تروا ونادي كريتيل ونادي مولان.

## روابط خارجية
- انتوني فيليبون على موقع قاعدة بيانات كرة القدم.إي يو (الإنجليزية)
- انتوني فيليبون على موقع Soccerway.com (الإنجليزية)